# 崖っぷちホテル!
『崖っぷちホテル!』（がけっぷちホテル）は、日本テレビ系「日曜ドラマ」枠にて2018年4月15日から6月17日まで、毎週日曜22時30分 - 23時25分に放送されたテレビドラマである。主演は岩田剛典。再建をめざす（元）高級ホテルの従業員を描くシチュエーション・コメディ作品。

## あらすじ
宇海直哉がホテル グランデ インヴルサを訪れる。かつては高級ホテルとして名が知れていたホテル グランデ インヴルサであるが、今では仕事に自信のない女性総支配人桜井佐那の下、やる気のないスタッフだらけで破産寸前の状況に陥っている。桜井は、有能なホテルマンである宇海にホテル再建への協力を求める。副支配人となった宇海は様々なアイデアで従業員のやる気を引き出していく。

## キャスト

### 主要人物
宇海直哉（うかい なおや）
演 - 岩田剛典（幼少期： 長野蒼大）
本作品の主人公。1990年3月6日生まれ。最初は「ホテル グランデ インヴルサ」に宿泊に来た若き男性客で、ありとあらゆる注文を依頼し、ホテルスタッフたちを困惑させる。正体は三つ星超一流ホテル「バリストンホテル東京」の副支配人で、第2話より当ホテルの副支配人に転職する。
「ホテル グランデ インヴルサ」にラフなファッションで現れ、当日予約で最高級の客室に泊まろうとするものの、後述の予約客（第1話ゲスト）で空いていなかったため2番目の「ガロスイート」に宿泊する。同ホテルについて、建物は素敵だと評価したが、ホテルスタッフたちの対応については酷評している。また「ポルドソル（Por-do-sol：「日暮れ」の意）スイート」で起きる現象の秘密なども知っており、それを見越して庭の汚れたプールを強引に清掃させる。
佐那から「一緒に働いて欲しい」と要望されると、「グランデ インヴルサ」が崖っぷちから名前通りに生まれ変わって大逆転することを楽しみにし、「バリストンホテル」を辞め「グランデ インヴルサ」で働く。転職後はホテル内の給湯室にベッドを持ち込んで寝泊まりしている。ホテルマンでありながら、スーツなど固い服装を身につけると嘔吐し寝込んでしまうなど具合が悪くなる体質で、「バリストンホテル」副支配人であったころからパンフレットなどの写真撮影などどうしても必要な時以外は正装せずに勤務しており、転職後も私服や作業服などラフな格好をしている。また、視野も広い上に頭も良くワインや法律などの知識も豊富で客室の工事なども自ら手掛けるなどあらゆることをそつなくこなす。一人称は「私」で基本的に誰に対しても寛容で礼儀正しい口調だが、ホテルを仇なす者には厳正な態度を見せる。
懸賞マニアで、多種多様な雑誌の懸賞に応募していくつもの賞品を私物として職場に置いており、前職でも同様の状態だったことがわかる。
第4話の終盤や第5話にて、副支配人を務めていた「バリストンホテル」の関係者からの電話を度々受けており、その様子を偶然見かけていた裕子と佐那に「宇海が『インヴェルサ』を去って『バリストンホテル』に復帰するのではないか」という不安を抱かれている。しかし、後に宇海本人から、電話の要件が「『バリストンホテル』への復帰」ではなく「（バリストンホテルの）寮に置き忘れていた荷物の整理」であることが語られる。
「バリストンホテル」では支配人には絶大の信頼を寄せられていたが、真意を掴みづらい突飛な提案をする性格や正装が出来ないにもかかわらず副支配人というポストに就いていることを他の従業員には快く思われておらず、「パリストンホテル」内では良き信頼関係を築けていなかったらしい。
最終話では「ホテル グランデ インヴルサ」を辞職したいと佐那に相談するが、安易な理由ではなく考えあっての決断であるほか「ホテル グランデ インヴルサ」にいるのが怖くなったとも話した。
実は幼少期に懸賞で「インヴルサ」の宿泊券を当てて母親と訪れており、その時幼かった佐那と誠一に出会い、一日だけ遊んだことがあった。
桜井佐那（さくらい さな）
演 - 戸田恵梨香（幼少期：高取菜乃春）
「ホテル グランデ インヴルサ」の総支配人。先代支配人の父親の跡を引き継いだ。
ホテルスタッフの中では比較的常識人ではあるが、副支配人の時貞からよく不満をぶつけられており、「自分は総支配人に向いていないのではないか」と自分の仕事に自信が持てないでいる。ひとりでいるときにはよく独り言で愚痴や不安を口にしている。
ホテルを客の笑顔が毎日溢れる夢の場所にしたいため、宇海に今のホテルの状況が崖っぷちであることを明かした上で、「一緒に働いて欲しい」と志願する。
父・剛の死後に兄・誠一と「どちらが父の跡を継ぐか」について話し合い、「自分は支配人に向いていない」として辞退する。しかしその結果、総支配人となった誠一が、正当な理由も無く「勢いで」大勢のスタッフを解雇するなどの身勝手な経営を行い、多額の借金をした挙げ句にホテルの資金を持ち逃げしたことで「インヴルサ」が経営難に陥る羽目になり、佐那もその責任を痛感している。
第7話で兄の誠一が総支配人に再び就任したため、勝手な人事異動計画で、一時清掃係に配属することとなる。第7話の終盤にて、宇海と時貞が用意した株主により再び総支配人として働けるようになる。

### ホテル グランデ インヴルサ（HOTEL GRANDE INVERSAO）
本作品の舞台となる日本のどこかにある老舗高級ホテル。ポルトガル語で「大逆転」の意味を持つ名の高級ホテル。

#### 管理・営業部
丹沢昭人（たんざわ あきと）
演 - 鈴木浩介
事務責任者（一時、バー責任者）。
佐那からは「お金の文句しか言わない」と思われている。
事務室でホテル雑誌を読んでいるときに、宇海が「バリストンホテル東京」副支配人として紹介されていることをいち早く目にし、驚愕する。
急に姿を現す服部には「よくないってっ!」とツッコむのが恒例。
新人のころから、ホテルで「幸運の食材」とされていたスッポンの世話を任されており、需要がなくなった後、最後の一匹は食材とせず「すぽ太郎」と名付けて可愛がっている。
時貞正雄（ときさだ まさお）
演 - 渡辺いっけい
副支配人 → 宿泊部主任。
佐那の仕事ぶりについて、よく周囲に不満を漏らしている。
ホテルの身売りを目論んでおり、その計画のためには佐那が邪魔だと考えている。
宇海に対しては、彼が素性を隠して「宿泊客」として「インヴルサ」を訪れた時から「服装がホテルの雰囲気に合わない」という理由で追い出すよう佐那に要求するなど邪険な態度を取っており、宇海が「バリストンホテル」の副支配人であることを知った際には驚いていたものの、彼が「バリストンホテル」を辞めて「インヴルサ」で一緒に働き始めてからは（第2話で宇海から「降格処分」を言い渡されたこともあり）嫌味な態度を示しており、彼が「『インヴルサ』の改善策」として様々なプランを計画する度に、それらを妨害しようと画策したりしている。
枝川に好意を寄せ、言い寄っているがあしらわれている。
第7話の中盤にて、お金関係の不正事実を佐那に話し、退職願いを提出する。ホテルの株主から株式を集め、自身が購入した株式を合わせて佐那の株式の配分を増やした。
第7話の終盤にて、前述の不正事実は誠一からの贈り物の自動車に使われたお金だと判明し、宇海に「知らないなら罪になりません」と言われ、再び「インヴルサ」に雇われる。

#### 料飲部
枝川梢（えだがわ こずえ）
演 - りょう
バー「ENCONTRO」責任者（一時、ウエイトレス）。昼間からカクテルを飲んでいる。オカルト・幽霊が苦手。バーでの勤務の際はウィッグを着用している。
未だに佐那の父・剛を総支配人だと考えて強く慕っており、佐那のことは認めていない。同じく彼女を邪魔だと考えている時貞と共謀し、佐那を追い出そうと目論んでいる。
一方、第2話では佐那たちに常連客の好みのヒントをさらりと伝えるなど、放っておけないような素振りも見せる。
鳳来ハル（ほうらい ハル）
演 - 浜辺美波
新人パティシエ→料理長兼パティシエ（一時、フロントマン）。実家は定食屋。
空気が読めず、物事の捉え方がズレ気味。声が大きく、興奮すると早口になる。機転自体は効くほうだが、せかせかと動き回っており、江口からは「マグロ」とツッコまれている。デザートの出来に関しては、当初から唯一、宇海から好評価されている。
ケーキフェアの実施にあたり、ポルトガルの昔ながらのケーキ「オリージェン」を見事に再現し、後述の茜から御礼状をもらう。
第8話から江口との厨房組を「えぐハルコンビ」と命名する。
江口竜二（えぐち りゅうじ）
演 - 中村倫也
料理長→スー・シェフ（一時、ベルマン）。暇さえあれば競艇新聞を読んでいる。父一人、子一人で育った苦労人。
フランスでの料理修行経験があり、それを鼻にかけている。料理に関する知識は豊富で腕も良いが、傲慢で口が悪いため周りからの評価は低い。前任の料理長が辞職し、押し出される形で昇格したため、接客は上から目線でプロ意識に欠けているが、子供には一定の穏やかさを見せている。
第3話で「一流フレンチの調理体験プラン」を終えてからは「料理ができれば良い、美味しいと言ってもらいたい」という自分の料理人としての初心を思い出しており、若干周囲に心を開き始める。
服部要蔵（はっとり ようぞう）
演 - 佐伯大地
ウエイター（一時、事務担当）。
表情に乏しく、長身だが存在感が薄い。気配を消して他人に近づき、驚かせてしまう。
容姿に恵まれているが、学生時代周囲が自分を巡って諍いを起こしてしまうことに心を痛め、なるべく目立たないよう空気のように過ごすようになったことから現在のような振る舞いが癖になった。
第3話では「承知」が口癖になっていた。

#### 宿泊部
吉村尚美（よしむら なおみ）
演 - 西尾まり
元腕利き清掃係 → 清掃係（一時、料理長）。阿部とはチェス仲間。よくホテルのアメニティを拝借している。調理師の免許を所持している。
阿部長吉（あべ ちょうきち）
演 - 宮川大輔
清掃係（一時、料理長補佐）。関西弁が特徴。吉村とはチェス仲間。
ピエールから宇海からの注文について愚痴を聞かされた際には「嫌なら転職すればいい」と冷たく言い放つ。
ピエール田中
演 - チャド・マレーン
ベルマン（一時、清掃係）。家族を養うためにホテルの給与に惹かれて応募してきた。気弱でビビり。「サボってないです!」が口癖。
ポルトガルと日本人のハーフ（兄弟は5人いる）。英語が話せると勘違いされがちだが、日本で生まれ育ったため、まったく英語が話せない。
大田原大志（おおたわら たいし）
演 - くっきー（野性爆弾）
フロントマン（一時、清掃係）。
日々、時貞の愚痴に付き合わされている。
強面で笑顔を見せることが少ないのだが、客からの御礼状には「顔は怖かったけれど親切だった」と書かれており、仕事に対して真摯に取り組んでいる。
低音の声質を生かし、宣伝用のPVでは一役買う。
実はコンクールで準優勝するほどのピアノの腕前。
小山内裕子（おさない ゆうこ）
演 - 川栄李奈（第3話 - ）
阿部が企画する「プロのベッドメイク講習プラン」に参加する客。自分が納得するまで何度も実践するなど非常に熱心な人物で、担当する阿部を圧倒する。
第4話の終盤で小山内幸夫の娘であって「インヴルサ」への採用を志願していることが明かされ、第5話から正式にホテルのスタッフとして採用され、清掃係（一時、宿泊部主任）に配属された。

#### その他
桜井誠一（さくらい せいいち）
演 - 佐藤隆太（幼少期：金山仁）
佐那の兄。元総支配人。
常に明るい笑みを浮かべており、何らかの発言をする度に指をパチンと鳴らす癖がある。一見、人当たりが良さそうだが、本性は極めて自己中心的かつ気まぐれであり、たとえ自身の振る舞いによって何らかの「被害」を受けた人たちから非難されても、一切詫びようとしないどころか開き直ったり屁理屈を捏ねて都合良く思考を転換しているだけで、場合によっては相手を騙すことも厭わないなど、救い難い性根の持ち主。
第7話にて突然「インヴルサ」を訪れ、妹の佐那やスタッフたちと対面する。かつて誠一が総支配人を務めていたころの傍若無人な振る舞いに憤りを募らせるスタッフたちとは対照的に、佐那たちを「ファミリー」と呼んだり突然ハグをするなどの陽気な姿勢を示し、また自身が持ち逃げしたホテルの資金を返済するよう佐那から要求された時にも「勉強する環境が無い子供たちのための学校を建設するのに全額を費やして一文無しになった」と、全く悪びれる様子も無く平然と答える。また、亡くなった父親の跡を継いだ時にも銀行からの融資金を横領し、その片棒を時貞に担がせていた。
「インヴルサ」に戻って来た理由を佐那から聞かれると、「自分が総支配人に復帰してホテルを良くするためだ」と答え、あまりにも突然のことに驚くスタッフたちに、ホテルに融資をしている銀行の関係者から6%の株を貰い受けて「インヴルサ」の株の総数の51%（過半数）を所有していることを明かした上で、「スタッフたちのポジションの総入れ替え」などを開始する。また、宇海とは意気投合して良い相棒になりそうだからとそのまま副支配人にしていた。
しかし真の目的は、ホテルを売却・解体し、「夢」という名前のアミューズメント施設を建設することであり、ポジションの入れ替えを行ったのも彼らが他所のホテルに行った時のためのものであった。それを知った佐那から「結局は、一文無しになった自分がお金を手に入れるための計画だった」と非難されても「総支配人の俺が決めたことだから」と一切聞く耳を持たず強引に話を進めていく。
佐那に真意を知られた後もホテルを身売りする計画を進め、本格的に工事を始めたところでスタッフたちにも自身の計画を明かす。当然の如くスタッフたちからは非難の声が上がったが、誠一は悪びれた様子を全く見せずに「退職金は払ってやるから」と、お金で強引に収束しようとしたばかりか、一度は「インヴルサ」を経営難に追い込んだ自身の横暴な振る舞いを棚に上げ、スタッフたちやホテルを酷評する傲慢な態度を露にする。
しかし、その場に現れた宇海によって、前述の「6%分の株の譲渡」が、佐那たちが逆らえない「総支配人」としての立場を利用するための作り話であることを暴露され、宇海と時貞が株主たちから買い取った16%分の株を譲り受けた佐那が正式に総支配人となる。これによりホテルの身売りは白紙撤回され、佐那たちのポジションも元通りとなり、自分は宇海から遠洋漁業の仕事を紹介され、一緒に働くよう誘われることはなかった。自分の味方になったはずだと宇海に詰め寄るも、本人からは「私はこのホテルの副支配人」「家族を傷付ける人は家族ではない」とこれまでの言動を酷評されながら厄介払いの形で一蹴された。自らの身勝手な振る舞いについては佐那やスタッフたちに一切謝ること無く「インヴルサ」を去ったが、その後の動向は不明。
提供クレジット（オープニング）に登場する少年と少女が宇海と佐那であることが最終話で判明したため、第7話の当該部分のみ登場した少年が誠一であることがわかった。佐那は宇海を全く覚えていなかったが、誠一は宇海のフルネームのみうっすらと覚えていた描写がある。
桜井剛（さくらい ごう）
演 - 入江崇史
佐那と誠一の父。第2話のケーキフェア開催の5ヶ月前に他界した。

### ゲスト
※ 複数話登場する人物には演者名横に登場話を追記。

#### 第1話
笹川加奈子
演 - 松原智恵子
5年に1回、最高級客室「ポルドソルスイート」に泊まる客。
他界した夫から、かつてこの客室で「5年ごとにここで泊まろう」とプロポーズされる。特別に裕福ではないが、夫との思い出の地に泊まるため、月5000円の積立貯金をしている。
食事はローズマリーが効いていないラム肉を注文していたが、理由は夫がローズマリーが苦手だったため。
ポルドソルスイートで夫と婚約したときの光景を再度目にし、その思い出に浸ることができたため、それを再現してくれたことを佐那に感謝する。
笹川奈菜美
演 - 鈴木梨央
加奈子の孫娘。
加奈子からポルドソルスイートは思い出の地であることを聞かされるが、現在のホテルのサービスの悪さから、加奈子が悲しい思いをするのではないかと不信感を抱く。しかし、同客室で加奈子が婚約したときの瞬間を再度味わうことができ、祖母の笑顔を久々に見ることができたため、佐那に感謝する。

#### 第2話
但馬茜
演 - 吉川愛
女子高生。9年前に両親とホテルスタッフから誕生日と小学校の入学を祝ってもらったが、その半年後に両親を事故で亡くしている。
毎年、誕生日に両親は前支配人であった佐那の父・剛と手紙のやり取りをしていた。
4月で高校生になり、「もう一度家族に会いたい」と思い立ち、当時の思い出のケーキであるオリージェンを食べて勇気をもらおうとケーキフェア中のホテルを訪れる。
初日から訪れており、3日目に佐那たちから当時と同じように誕生日と高校入学を祝福され、オリージェンも当時と全く同じ思い出の味だったため、歓喜のあまり、涙を流しながら彼女たちに感謝する。
牧田浩二
演 - 岩田知幸（第3話（写真））
ホテル専門の有名評論家。「ホテル潰しの牧田」の異名がある。
相当評価が厳しく、記事を書かれたホテルは一気に評価が落ちるとまで言われている。
実は宇海が企画したケーキフェアを台無しにするために梢が呼び寄せた。丹沢と時貞はケーキフェアの酷評記事を書くことを期待していたが、宇海から「楽しいことが起きる」と言われ、佐那たちが茜の誕生日と高校入学を祝福する姿を見て、感動のあまりもらい泣きをし、丹沢と時貞の目論みは失敗に終わる。その後はケーキフェアを高く評価する記事を記載した。
六法全書目覚まし
声 - 杉田智和

#### 第3話
大村敬三
演 - 渋川清彦
江口が企画した「一流フレンチの調理体験プラン」に参加する客。おもちゃ屋を経営している。仕事の忙しさのあまり息子の裕司に寂しい思いをさせてしまっている。
江口から裕司が将来は絶対店を継ぐと宣言していたことを聞き、感激のあまり涙を流しながら裕司の作った料理を美味しく食べる。
大村裕司
演 - 田中奏生
敬三の息子。車好き。夢は敬三の店を継ぐこと。敬三が仕事の忙しさで疲労のあまり元気がないのを感じており、彼を元気つけるために、疲労に効く山菜を選んで採集し、「春の山菜盛り合わせ」を料理し、敬三に差し出す。
富田
演 - 羽場裕一
富田モータース経営者。大事な商談のため、ホテルを訪れる。時貞が企画した「究極のセレブ体験プラン」参加者。
裕司が自身とぶつかり、商談相手の客にプレゼントするミニカーを壊してしまった際は、叱責することなく裕司にミニカーをプレゼントするなど（結局商談は失敗に終わったが、その後も彼を一切責めなかった）、寛大な心を持つ。
裕司が作った山菜のてんぷらを美味しいと高く評価しており、彼が疲労に効く山菜をよく知っていたことにも感心している。

#### 第4話
海原
演 - 遠藤史也
山井
演 - 松永渚
横山
演 - 谷恭輔（第7話）
園田麗美
演 - 星名桜子
筒賀猛
演 - 松大航也
小山内幸夫
演 - 長谷川初範（第5話）
宇海がお世話になっている人物で、直々に仮採用したスタッフ。施設開発の責任者を務める初老の男性で、近隣に新しくホテルを設立しようとしている。長いキャリアの末に、地域開発の末に衰退する商店街などを数多く見てきたことから、リタイアの前に人の役に立つ仕事をしてゆきたいと考えている。そのような姿が前支配人の佐那の父に似ているとスタッフたちに評される。事務や経理の仕事を担当したが、曲折の末丹沢が復帰したため身を引く。第5話では結婚式リハーサルの新郎役を演じる。

#### 第6話
後藤
演 - でんでん
後藤ミチル
演 - 大沢ひかる

#### 第7話
男性客
演 - 桜井聖

#### 第8話
マナヒラ王国
ゴブドゥッラー ベレード三世国王
演 - Burney
茂子王妃
演 - ジャガー横田
7人の王女
長女派
長女：イレーネ（青色）
演 - 小川紗良
三女：サーラ（紫色）
演 - 高橋明日香
五女：コンスタンサ（緑色）
演 - 季葉
次女派
次女：ニーナ（赤色）
演 - 泉はる
四女：ヨハンナ（オレンジ色）
演 - 渡辺瞳子
六女：ロクサーヌ（黄色）
演 - 羽瀬川なぎ
中立
七女：ナディア（水色）
演 - 山口まゆ
執事
演 - 久保酎吉

#### 第9話
藤井ディレクター
演 - 神尾佑
イベント客の少年
演 - 笠原基生
イベント客の少女
演 - 高畠美野
道源
演 - 山田明郷（最終話）
「バリストンホテル 東京」総支配人。

#### 最終話
笠谷翔太郎
演 - 山下健二郎
宇海が「インヴルサ」を去った後に入社した新人男性社員。
中島舞華
演 - 山口乃々華
宇海が「インヴルサ」を去った後に入社した新人女性社員。
川北久美
演 - 谷村美月
ホテル・スィーヴル（Suivre［仏］:「あとに続く」の意）の総支配人。
ホテル・スィーヴルのスタッフ
演 - 村松利史、峯村リエ、阪田マサノブ、稲葉友、小野花梨、西山繭子、鈴木拓（ドランクドラゴン）、松島庄汰、アントニー（マテンロウ）、アニキ（ペンギンズ）

## スタッフ
- 脚本 - 土田英生
- 音楽 - 松本晃彦
- 演出 - 猪股隆一、岩本仁志、水野格、山田信義
- 主題歌 - フランク・シナトラ「Strangers In The Night」（ユニバーサル ミュージック）
- 所作指導 - 東京YMCA国際ホテル専門学校、城南サポートサービス、佐藤益男
- 監修 - 山下真知子
- チーフプロデューサー - 福士睦（第1話 - 第7話） → 池田健司（第8話 - 最終話）
- プロデューサー - 福井雄太 、柳内久仁子（AXON）
- 制作協力 - AXON
- 制作著作 - 日本テレビ

## 放送日程
| 各話                                                                         | 放送日  | ラテ欄                                         | 演出     | 視聴率 |
| ---------------------------------------------------------------------------- | ------- | ---------------------------------------------- | -------- | ------ |
| 第1話                                                                        | 4月15日 | 破産寸前! クセ者だらけの大逆転劇開幕           | 猪股隆一 | 10.6%  |
| 第2話                                                                        | 4月22日 | 降格人事! 臨時休業! 大改革は大混乱!?           | 猪股隆一 | 06.1%  |
| 第3話                                                                        | 4月29日 | クセ者たちのおもてなし! 一夜限りの勝負         | 岩本仁志 | 06.5%  |
| 第4話                                                                        | 5月06日 | スタッフ流出!? ホテルを救う奇跡の生物          | 水野格   | 07.0%  |
| 第5話                                                                        | 5月13日 | 注文の多い結婚式!? 大人の夢が叶う1日           | 猪股隆一 | 07.2%  |
| 第6話                                                                        | 5月20日 | ホテルに告発状!? 世界一厄介な客、襲来          | 岩本仁志 | 07.1%  |
| 第7話                                                                        | 5月27日 | 元支配人帰還! このホテル、売却します           | 猪股隆一 | 07.3%  |
| 第8話                                                                        | 6月03日 | お客様は7人の王女様!? 総力戦で大逆転が始まる!! | 山田信義 | 07.8%  |
| 第9話                                                                        | 6月10日 | 花火大会プロジェクトで宇海の夢を皆で叶えろ!    | 岩本仁志 | 07.0%  |
| 最終話                                                                       | 6月17日 | ド底辺ホテルからの大逆転。                     | 猪股隆一 | 07.9%  |
| 平均視聴率 7.5％（視聴率はビデオリサーチ調べ、関東地区・世帯・リアルタイム） |         |                                                |          |        |

## スピンオフ
2018年6月17日の最終話放送終了後に、ドラマの後日譚を描くオリジナルストーリー『崖っぷちホテル! 〜本日のお客様は、宇海直哉様〜』が、Huluにて配信開始。全2話。